# Liste des organisations nationales antidopage
 (août 2025).
Les organisations suivantes sont des organisations nationales antidopage (ONAD) affiliées à l'Agence mondiale antidopage (AMA) en tant que signataire du Code mondial antidopage. Chacune est chargée de contrôler les athlètes de son pays et de gérer des programmes antidopage pour tous les athlètes participant à des événements organisés sur son territoire. Dans la plupart des pays, des agences dédiées existent, bien que dans certains, l'ONAD officielle soit une organisation aux attributions plus larges, comme un Comité national olympique ou un ministère.
L'AMA tient à jour une liste des ONAD sur son site Web.